# 楊元慶 (1990年)
楊元慶（1990年12月10日—），生於臺灣台南，現居於新北市，為台灣溜溜球街頭藝人。

## 相關報導
- 三立新聞 讓夢轉動／被酸夢想不能當飯吃 他靠溜溜球成國際大師、奪金氏世界紀錄 （页面存档备份，存于）
- 自由時報 溜溜球金氏世界紀錄保持人授課 台南海佃師生驚呼連連！ （页面存档备份，存于）
- 壹電視 玩溜溜球能當飯吃？！ 他拿2項金氏紀錄卻也遇世界級失敗　看達人楊元慶「起落人生」 （页面存档备份，存于）
- 上億人面前失誤，兩年後創溜溜球世界紀錄｜楊元慶｜104掌聲 （页面存档备份，存于）